# Le Bâtard (film, 1968)
 (juillet 2021).
Si vous disposez d'ouvrages ou d'articles de référence ou si vous connaissez des sites web de qualité traitant du thème abordé ici, merci de compléter l'article en donnant les références utiles à sa vérifiabilité et en les liant à la section « Notes et références ».
Pour les articles homonymes, voir Le Bâtard.
Pour plus de détails, voir Fiche technique et Distribution.
Le Bâtard (titre original : I bastardi) est un film franco-germano-italien réalisé par Duccio Tessari, sorti en 1968.

## Synopsis
Adam et Jason sont des frères spécialisés dans le casse de bijouterie. Adam trahit Jason, lui vole sa fiancée et le laisse pour mort. Soignée par une doctoresse, Jason décide de se venger...

## Fiche technique
- Titre : Le Bâtard
- Titre original : I bastardi
- Réalisation : Duccio Tessari
- Scénario : Ennio De Concini, Mario Di Nardo et Duccio Tessari
- Production : Turi Vasile
- Société de production : PECF, Rhein Main et Ultra Film
- Musique : Michel Magne et Carlo Rustichelli
- Photographie : Carlo Carlini
- Montage : Mario Morra
- Direction artistique : Luigi Scaccianoce
- Costumes : Danda Ortona
- Société de distribution : Warner Bros.
- Pays :  France |  Italie |  Allemagne de l'Ouest
- Langue : anglais
- Genre : Film dramatique, Film policier, Thriller
- Durée : 102 minutes
- Format : Couleur - Son : Mono
- Dates de sortie : 
  -  Italie 30 octobre 1968
  -  France 25 mai 1969
  -  Allemagne de l'Ouest 6 juin 1969

## Distribution
- Rita Hayworth : Martha
- Giuliano Gemma : Jason
- Klaus Kinski : Adam
- Margaret Lee : Karen
- Claudine Auger : Barbara
- Serge Marquand : Jimmy
- Umberto Raho : Docteur
- Carl Cik : Policier
- Detlef Uhle : Annonceur T.V.
- Dan van Husen